# Watsuki Nobuhiro
Watsuki Nobuhiro (和月 伸宏 Watsuki Nobuhiro, Hòa Nguyệt Thân Hoành) (sinh ngày 26 tháng 5 năm 1970) là một mangaka (tác giả manga), nổi tiếng nhất với seri lấy chủ đề samurai Rurouni Kenshin. Ông đã từng làm trợ lý cho tác giả yêu thích của mình là Obata Takeshi, và bị ảnh hưởng bởi truyện tranh Siêu anh hùng như X-Men, Spider-Man, Hulk và Spawn khi sáng tạo ra các nhân vật. Watsuki bị lĩnh phạt và kết tội sở hữu nội dung khiêu dâm trẻ em vào năm 2018.

## Tiểu sử
Watsuki Nobuhiro sinh ở Nagaoka, tỉnh Niigata, Nhật Bản. Khi Watsuki còn là một cậu bé, anh trai của ông, hơn ông 3 tuổi, vẽ manga. Anh trai của Watsuki là thần tượng của ông vì vậy ông bắt đầu sáng tác manga. Watsuki được truyền cảm hứng bởi rất nhiều mangaka thời kỳ này như Osamu Tezuka và Fujiko F. Fujio. Sau đó, anh trai của ông ngừng vẽ manga nhưng "Vì Watsuki ít nói, cậu vẫn tiếp tục vẽ manga".
Khi Watsuki học trung học, ông tập Kendo. Ông vẫn vẽ manga nhưng lại đam mê thể thao. Watsuki thừa nhận ông rất yếu. "Thực ra quá yếu," Watsuki nói, "đến nỗi tôi là nỗi xấu hổ với chiều cao 1,83 m của mình" (RK vol. 1). Watsuki không bao giờ thắng nổi một trận kendo. Mặc dù ông một lần đã được chọn là người đấu trận đầu sau khi một đồng đội bị treo giò vì phản ứng. Watsuki trở nên nản chí với kendo, và cuối cùng từ bỏ. Khi ông bị thúc bách phải tìm ra một nhân vật mới cho Rurouni Kenshin, ông dùng cách nhìn của mình về kendo làm nền cho Myojin Yahiko.
Nobuhiro Watsuki đã làm khá nhiều việc trong quá khứ. Ở trường trung học, ông giành giải triển vọng truyện Teacher Pon. Sau đó, Watsuki là trợ lý của bộ truyện Arabian Lamp-Lamp. Mộtíp nhân vật Sagara Sanosuke là dựa trên một bản khác của Lamp. Năm 1994 một câu truyện khác được sáng tác và đăng trên tạp chí Shonen Jump Weekly. Dường như câu chuyện này là khởi đầu cho Rurouni Kenshin. Tác phẩm gần đây nhất của ông, Buso Renkin (Arms Alchemy) được xuất bản vào tháng 6 năm 2003, cũng ở Jump.
Khi không sáng tác, Watsuki thích chơi video game, đọc các manga khác, và xem TV. Truyện tranh Hoa Kỳ mà ông yêu thích là X-Men vì ông thích hành động. Anime yêu thích của ông (ngoài những cái của chính mình) là Neon Genesis Evangelion. Ông thích video game như Samurai Spirits và những game tương tự. Ông cũng thích các phim hành động như Die Hard và The Matrix.